# Carlos Daniel Monges
Carlos Daniel Monges Ávalos (n. Domingo Martínez de Irala, Paraguay; 23 de noviembre de 1996) es un futbolista paraguayo. Juega como delantero y su equipo actual es Cumbayá Fútbol Club de la Serie B de Ecuador.

## Trayectoria

### Inicios
Comenzó jugando Club Atlético 3 de Febrero, en el 2017 logró campeonar en la División Intermedia 2017 y logró ascender a la Primera División de Paraguay.
A inicios del 2019 fichó por Ypiranga de la Serie B de Brasil. Luego de un mal paso por Brasil, volvó a Paraguay para jugar por R.I. 3 Corrales donde hizo un buen campeonato.

### Independiente de Medellín
El 3 de marzo de 2020, es confirmado por el Independiente Medellín, uno de los clubes más tradicionales del Fútbol Profesional Colombiano, como su nuevo refuerzo. Jugó la Copa Libertadores 2020 y fue un pedido exclusivo de su compatriota Aldo Bobadilla. Jugó 9 partidos y logró anotar un gol.

### Universidad San Martín
Luego de quedar como jugador libre, fichó por La Universidad San Martín de Perú. En su debut en el fútbol peruano logró anotar un doblete frente a Ayacucho Fútbol Club en un empate 2 a 2. En lo individual tuvo un año regular, anotando goles importantes, sin embargo, en lo colectivo descendió de categoría.

### Cumbayá
A inicios de 2022 ficha por Cumbayá, club recién ascendido a la máxima categoría de Ecuador.

## Clubes
Actualizado al último partido disputado el 4 de febrero de 2024.
| Club                      | País          | Año           | PJ  | Goles |
| ------------------------- | ------------- | ------------- | --- | ----- |
| 3 de Febrero              | Paraguay      | 2015 - 2018   | 8   | 0     |
| Ypiranga F. C.            | Brasil        | 2019          | 2   | 0     |
| R. I. 3 Corrales          | Paraguay      | 2019          | -   | -     |
| Atyrá F. C.               | Paraguay      | 2020          | -   | -     |
| Independiente Medellín    | Colombia      | 2020          | 12  | 2     |
| Universidad de San Martín | Perú          | 2021          | 24  | 6     |
| Cumbayá F. C.             | Ecuador       | 2022          | 29  | 6     |
| Celaya F. C.              | México        | 2023          | 16  | 3     |
| Real Tomayapo             | Bolivia       | 2023          | 16  | 3     |
| Racing (C)                | Argentina     | 2024          | 1   | 0     |
| Cumbayá F. C.             | Ecuador       | 2025-act.     | 0   | 0     |
| Total carrera             | Total carrera | Total carrera | 108 | 20    |

## Palmarés

### Campeonatos regionales
| Título                                           | Club     | País   | Año  |
| ------------------------------------------------ | -------- | ------ | ---- |
| Campeonato Gaúcho de Fútbol - División de acceso | Ypiranga | Brasil | 2019 |

## Características de juego
Carlos Daniel Monges se desempeña en la posición de delantero, su pierna hábil es la izquierda y se caracteriza por tener buen juego aéreo.